# Karen Hoff

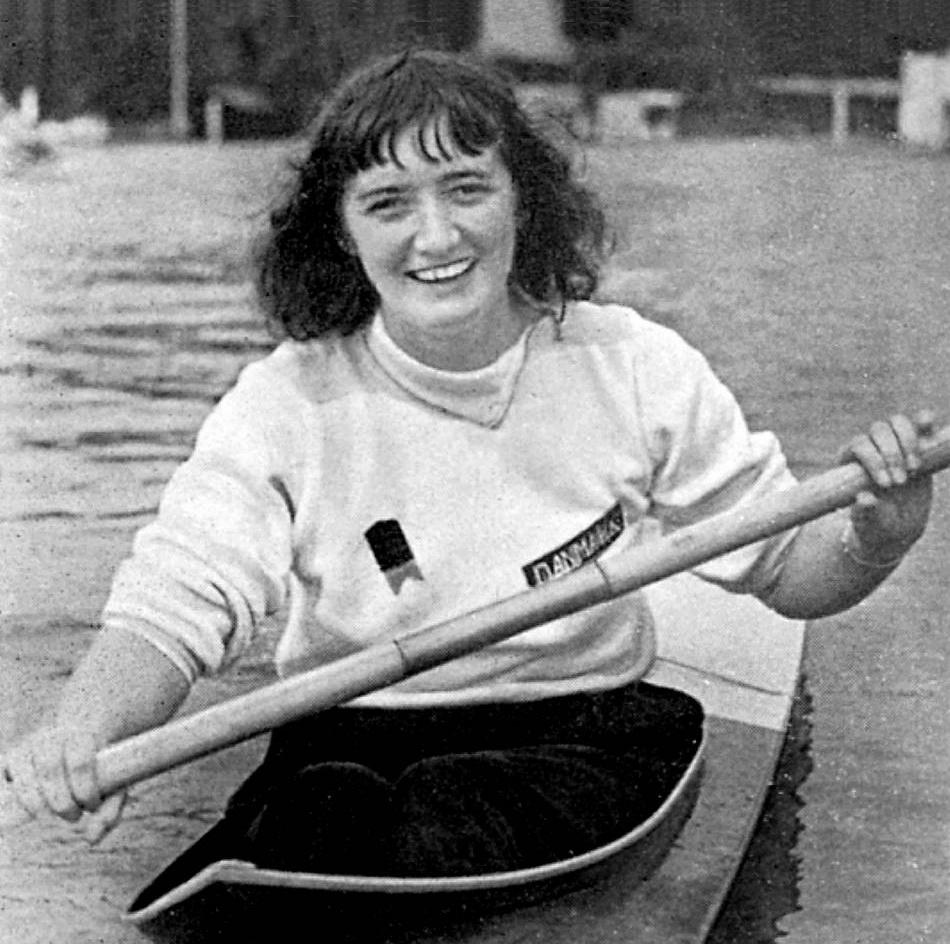
Bild der dänischen Kanutin Karen Hoff.

Karen Hoff (* 29. Mai 1921 in Vorup im Bezirk Midtjylland; † 29. Februar 2000) war eine dänische Kanutin. Ihr Heimatclub war der Kajakklubben Gudenå in Randers.

## Erfolge
1948 wurde sie Olympiasiegerin im Einer-Kajak über 500 m bei den Olympischen Spielen in London. Im selben Jahr wurde sie im Zweier-Kajak zusammen mit Bodil Svendsen über dieselbe Distanz auch Weltmeisterin. Zwei Jahre darauf gewann sie in Kopenhagen WM-Silber im Einer-Kajak auf der 500-m-Strecke.